# Aytaç Öden
Aytaç Öden (* 26. August 1991 in Mersin) ist ein türkischer Fußballspieler, der für Eskişehirspor spielt.

## Karriere
Öden begann mit dem Vereinsfußball in der Jugendabteilung seines Heimatvereins İçel Demirspor. Hier wurde er von den Talentjägern Ankaraspors entdeckt und in deren Jugendabteilung geholt. Im Oktober 2009 erhielt einen Profivertrag, spielte aber bis auf eine Pokalbegegnung für die Profis weiterhin ausschließlich für die Reservemannschaft. Zum Sommer 2010 wechselte er zu MKE Ankaragücü. Die Spielzeit 2010/11 spielte er hier ausschließlich für die Reservemannschaft und die Saison 2011/12 verbrachte er als Leihspieler beim Viertligisten Tarsus İdman Yurdu. Mit dieser Mannschaft erreichte er durch den Play-off-Sieg der TFF 3. Lig den indirekten Aufstieg in die TFF 2. Lig. Zum Saisonende kehrte er zu Ankaragücü zurück. Dieser Verein verlor wegen großer finanzieller Probleme im Laufe der Saison 2011/12 einen Großteil seiner Profispieler und musste diesen Verlust durch die Spieler aus der Reserve- bzw. Jugendmannschaft ausgleichen. In diesem Zusammenhang wurde Öden Teil des Profiteams.
In der Winterpause 2016/17 wechselte Öden zum Istanbuler Drittligisten Fatih Karagümrük SK.

## Erfolge
Mit Tarsus İdman Yurdu
- Play-off-Sieger der TFF 3. Lig und Aufstieg in die TFF 2. Lig: 2011/12